# 马力 (1916年)
马力（1916年3月—1979年9月25日），男，天津薊縣马家崖人，中华人民共和国政治人物。

## 生平
马力原名马久孚，1938年加入中國共產黨，抗日戰爭時在天津一帶領導游擊戰，后分配到平北抗日根据地，先后任昌怀县委书记、丰滦密县委书记、承兴密县委书记，1944年曾在平谷镇罗营清水湖村以“烧了草房，我们盖瓦房！烧了瓦房，我们盖楼房！楼上楼下，电灯电话！戏匣子，大喇叭！”的讲话在当地知名。
中華人民共和國成立後，曾任河北省唐山地委书记、河北省人民委员会副省长，1966年任北京市委书记（当时市委第一书记为李雪峰），又轉任北京市委秘书长、北京市委员会临时常委会员等職位，1977年調往貴州，曾任中国共产党贵州省委员会第一书记、贵州省革命委员会主任、贵州省军区第一政治委员等。
1979年9月25日因积劳成疾，病逝于北京。